# Héritier Luvumbu N’zinga
Héritier Luvumbu N’zinga (* 23. Juli 1992 oder 23. Juli 1994 in Kinshasa) ist ein kongolesischer Fußballnationalspieler.

## Karriere

### Im Verein
Im Jahr 2012 spielte Luvumbu zunächst in der zweithöchsten Liga der Demokratischen Republik Kongo, der EPFKIN, beim SC Rojolu Lukaku. Nach dem Afrika-Cup 2013  verließ er den SC Rojolu und wechselte zum Erstligisten AS Vita Club. Mit seiner Mannschaft erreichte er das Finale der CAF Champions League 2014, welches allerdings aufgrund der Auswärtstorregel gegen den ES Sétif verloren wurde. In der Spielzeit 2014/15 gewann der AS Vita Club die Linafoot. Zur Saison 2017/18 wagte Luvumbu den Wechsel nach Europa, zunächst zum belgischen Zweitligisten Royale Union Saint-Gilloise. Nur ein Jahr später verließ er den Verein nach 21 Ligaspielen und einem Treffer wieder und zog weiter nach Marokko, wo er beim FAR Rabat unter Vertrag kam. Ein weiteres Jahr folgte der Wechsel zum Ligakonkurrenten CA Youssoufia Berrechid.

### Im Nationalteam
Luvumbu spielte sein A-Länderspieldebüt im November 2012 gegen die Nationalmannschaft von Burkina Faso. Er wurde im Winter 2012 für die Fußball-Afrikameisterschaft 2013 berufen. Von 2012 bis 2016 bestritt er insgesamt 16 Länderspiele, in denen er ein Tor erzielen konnte.